# La scomparsa di Finbar
La scomparsa di Finbar (The Disappearance of Finbar) è un film del 1996 diretto da Sue Clayton.
Gli interpreti principali sono Jonathan Rhys Meyers e Sean Lawlor.

## Trama
Finbar e Danny sono amici sin dall'infanzia e vivono in un piccolo paesino irlandese. Quando Finbar ha l'occasione di giocare a calcio a livello internazionale in un'importante squadra lascia l'Irlanda, ma non riesce a sfruttare l'occasione e torna a casa, sentendosi un perdente. Anche l'amicizia con Danny si deteriora, fino a che Finbar compie l'atto disperato di gettarsi da un ponte e sparire per sempre dalla cittadina. Dopo 3 anni, Danny riceve una telefonata dall'amico, che si trova in Svezia. Deciso a ritrovarlo, parte per un lungo viaggio che lo porta a visitare Stoccolma e la Svezia del nord, fino alla Lapponia. Durante questo tragitto, Danny farà numerosi incontri, fino a ritrovare Finbar. Ma gli anni trascorsi hanno cambiato definitivamente il rapporto tra i due.